# Václav Sršeň
Václav Sršeň (Buštěhrad, 17 giugno 1925 – 27 novembre 1996) è stato un calciatore cecoslovacco, di ruolo attaccante.

## Carriera

### Nazionale
Il 4 luglio 1948 debutta in Romania-Cecoslovacchia (2-1).